# 12 (liczba)
12 (dwanaście) – liczba naturalna następująca po 11 i poprzedzająca 13. Warunek podzielności zapisanej w systemie dziesiętnym liczby przez 12 to, aby była podzielna zarówno przez 3, jak i przez 4
Dwanaście sztuk nazywa się tuzinem.

## Liczba 12 w nauce
- liczba atomowa magnezu
- obiekt na niebie Messier 12
- galaktyka NGC 12
- planetoida (12) Victoria

## Liczba 12 w kalendarzu
12. dniem w roku jest 12 stycznia. Zobacz też, co wydarzyło się w 12 roku n.e.
12. miesiącem w roku jest grudzień.
W systemie dwunastogodzinnym doba jest dzielona na dwanaście godzin do południa i dwanaście godzin po południu.

## Liczba 12 w Biblii
oznacza porządek Boży, doskonałość.
- 12 synów Jakuba
- 12 pokoleń Izraela (ludu Starego Przymierza)
- 12 chlebów pokładnych na stole przed zasłoną Arki Przymierza (Kpł 24, 6)
- 12 koszy z ułomkami z pięciu chlebów jęczmiennych (J 6,12-15)
- 12 apostołów (posłańców Nowego Przymierza)
- wieniec z 12 gwiazd na głowie Niewiasty (Ap 12,1)
- pieczętowanie 12 tysięcy sprawiedliwych (Ap 7,4-8)
- 12 bram, 12 aniołów do pilnowania oraz imiona 12 pokoleń wypisanych na bramach nowego miasta w niebie (Ap 21,12)
- mury miasta na 12 fundamentach, z wypisanymi imionami 12 apostołów (Ap 21,14)
- bramy wykonane z 12 pereł (Ap 21,21)
- Drzewo Życia w Nowym Jeruzalem wydające co miesiąc 12 rodzajów owoców przynoszących uzdrowienie narodom (Ap 22,2)

## Dwanaście w kulturze
W licznych kulturach liczba ta ma szczególny status i istnieje dążenie do jej osiągnięcia dla zachowania harmonii i doskonałości. Stąd np. 12 znaków zodiaku europejsko-semickiego i chińskiego, 12 bogów olimpijskich, 12 plemion Izraela, 12 apostołów, 12 imamów w najważniejszym odłamie islamu szyickiego, Dwanaście prac Heraklesa, gdzie ostatnią, dwunastą pracą było Sprowadzenie Cerbera z Hadesu, 12 gwiazdek na fladze europejskiej, 12 potraw wigilijnych itd.
Polska epopeja narodowa Pan Tadeusz Adama Mickiewicza dzieli się zasadniczo na dwanaście ksiąg, Księga XII nosi tytuł Kochajmy się.